# Championnats d'Europe de gymnastique acrobatique 1996
Navigation
Édition précédente Édition suivante
Les championnats d'Europe de gymnastique acrobatique 1996, dix-septième édition des championnats d'Europe de gymnastique acrobatique, ont eu lieu en 1996 à Riesa, en Allemagne.